# Solana Simin Han
Rudnik soli u Simin Hanu datira od 1884. godine, kad je započeta gradnja prvog industrijskog pogona za proizvodnju soli. Rudnik soli je zgotovljen godinu poslije i nazvana po caru Franji Josipu. Otvaranju je prethodilo oslobađanje Bosne i Hercegovine od osmanske vlasti 1878. godine i dolazak industrijalizacije i povratak zapadne civilizacije s Austro-Ugarskom. Već 1880. godine Austro-Ugarska proglasila je državni monopol nad solju nakon čega je uskoro sagrađena ovdje prva tvornica te sve do danas Solana Tuzla neprekidno proizvodi i posluje sve do danas i bila je nosač razvoja cijelog kraja.
Za potrebe Solane u Simin Hanu otvoren je 1884. rudnik mrkog ugljena u Kreki, isprva kao dio Solane u Simin Hanu, za čije je potrebe vađen mrki ugljen. 
U dvadeset godina rada u pogonu iz Simin Hana i pogonu iz Kreke otvorenom 1891. izgrađeno je ukupno 20 industrijskih kazana. Nakon otvaranja tih solana te slanih bunara na Trnovcu i Hukalu austro-ugarske vlasti dale su zatrpati stari osmanski bunar. 1975. je okončana proizvodnja varene soli i zatvorena solana u Simin Hanu. Bunar na Solnom trgu otkopan je arheološki 2003. i konzerviran.